# Salvatore Pennacchio
Mons. Salvatore Pennacchio (* 7. září 1952 Marano) je italský římskokatolický duchovní, arcibiskup a prezident Papežské církevní akademie.

## Život
Narodil se 7. září 1952 v Maranu. Na kněze byl vysvěcen dne 18. září 1976 Antoniem Cece. Navštěvoval Papežskou církevní akademii. Dne 15. dubna 1979 vstoupil do diplomatických služeb Svatého stolce. Papež Jan Pavel II. ho jmenoval dne 28. listopadu 1998 apoštolským nunciem Rwandy a titulárním arcibiskupem Montemarana. Na biskupa byl vysvěcen 6. ledna 1999 Janem Pavlem II. a spolusvětitelé byli Giovanni Battista Re a Francesco Monterisi. Dále také působil jako : apoštolský nuncius Kambodže (2003-2010), Singapuru (2003-2010), Thajska (2003-2010), apoštolský delegát Bruneje (2003-2010), Laosu (2003-2010), Malajsie (2003-2010), Myanmaru (2003-2010) a v letech (2010-2016) v Indii a Nepálu.
Dne 6. srpna 2016 jej papež František jmenoval nunciem v Polsku. Dne 25. ledna 2023 byl převeden do funkce prezidenta Papežské církevní akademie.
Arcibiskup Salvatore Pennacchio mluví anglicky, francouzsky a španělsky.

## Biskupská genealogie
Následující tabulka obsahuje genealogický strom, který ukazuje vztah mezi svěcencem a světitelem – pro každého biskupa na seznamu je předchůdcem jeho světitel, zatímco následovníkem je biskup, kterého vysvětil. Rekonstrukcím a vyhledáním původu v rodové linii ze zabývá historiografická disciplína biskupská genealogie.
1. Scipione Rebiba
2. Antonio Santorio
3. Girolamo Bernerio, O.P.
4. Galeazzo Sanvitale
5. Ludovico Ludovisi
6. Luigi Caetani
7. Ulderico Carpegna
8. Paluzzo Paluzzi Altieri Degli Albertoni
9. Benedikt XIII.
10. Benedikt XIV.
11. Klement XIII.
12. Henry Benedict Stuart
13. Lev XII.
14. Chiarissimo Falconieri Mellini
15. Camillo Di Pietro
16. Mieczyslaw Halka Ledóchowski
17. Jan Maurycy Pawel Puzyna z Kosielsko
18. Sv. Józef Bilczewski
19. Bolesław Twardowski
20. Eugeniusz Baziak
21. Jan Pavel II.
22. Salvatore Pennacchio